# White Fox (Saskatchewan)
White Fox je obec v Saskatchewanu v povodí stejnojmenné řeky. Nachází se skoro 14 km severozápadně od města Nipawin. Leží na dálnici Highway 55.

## Historie
Prvními osadníky v oblasti byli švédové, kteří dorazili v roce 1915. Populace začala růst po první světové válce, kdy někteří bývalí vojáci využili pozemkových grantů, které byly nabízeny vracejícím se veteránům. White Fox se stalo obcí 21. července 1941.

## Obyvatelstvo

### Počet obyvatel
Ke květnu 2023 žilo v obci 343 obyvatel.
V roce 2021 mělo White Fox populaci 343 obyvatel, kteří žili ve 154 ze 175 soukromých domů. Hustota zalidnění byla 346,5/km2.
| Rok            | 1981 | 1986 | 1991 | 1996 | 2001 | 2006 | 2011 | 2016 | 2021 |
| -------------- | ---- | ---- | ---- | ---- | ---- | ---- | ---- | ---- | ---- |
| Počet obyvatel | 394  | 464  | 442  | 402  | 436  | 348  | 364  | 355  | 343  |

### Struktura obyvatelstva
Ve White Fox žilo k roku 2021 asi 185 mužů a 155 žen. Průměrný věk všech obyvatel činil 47 let - u mužů 45,8 let a u žen 48,4 let.

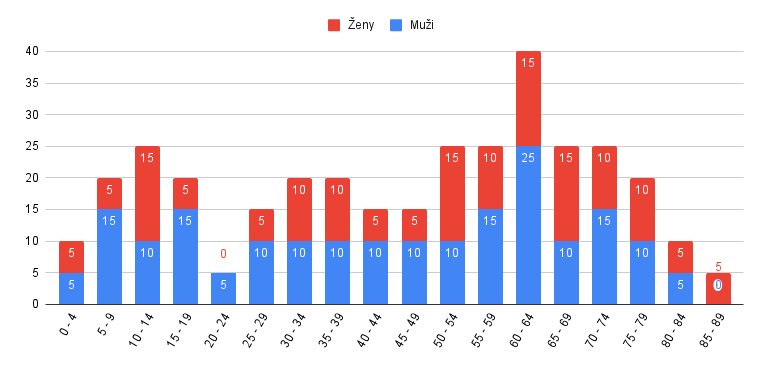
Sloupcový graf znázorňující strukturu obyvatelstva podle věku a pohlaví. Zdroj:

### Národnost
Podle Kanadského sčítání lidu 2021 jsou všichni obyvatelé White Fox obyvatelé Kanady. Asi 20 obyvatel se narodilo v zahraničí - 10 jich je z Evropy a 10 lokaci nespecifikovalo.

### Etnický původ
V obci k roku 2021 převažují obyvatelé s původem s kanadským a anglickým původem.

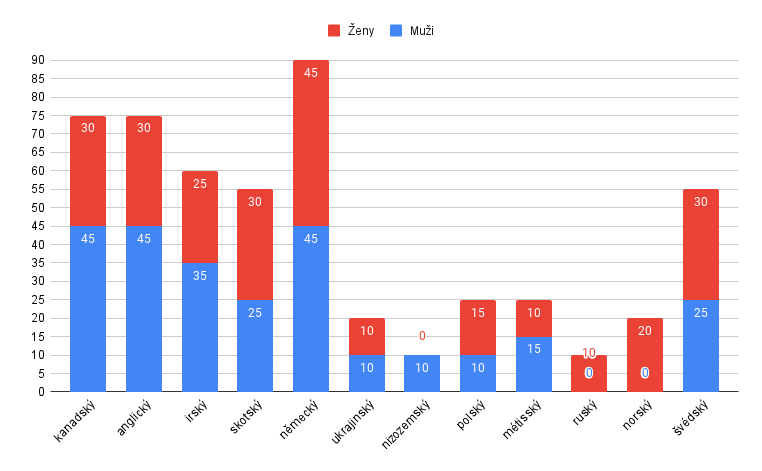
Sloupcový graf znázorňující etnický původ obyvatelstva v roce 2021. Jeden obyvatel se může hlásit k více než jedné národnosti, proto je součet všech hodnot vyšší než počet obyvatel obce. Zdroj:

### Náboženství
V obci převládá počet ateistů. Jediným náboženstvím vyznávaným obyvatelstvem je křesťanství.